# バケツの穴
「バケツの穴」（バケツのあな）は、中部ヨーロッパの民謡である。米国でも英語の歌詞を伴って知られている。日本では、1968年8月 - 9月にNHKの『みんなのうた』でアメリカ民謡として紹介された。

## 原曲について
日本ではしばしば、「バケツの穴」の原曲を、アメリカ民謡「There's a Hole in My Bucket」であると紹介している。しかしながら、日本語版の直接の原曲は米国の「There's a Hole in My Bucket」に求められるとしても、この曲の発祥はアメリカ合衆国ではなく、ルーツをおそらくドイツに求められるものである。またフランスにも、おそらく同じ源流と思われる同様の内容の民謡が現存する。
いずれの言語版でも、穴の開いたバケツに関する様々な問答が繰り返されるのだが、結局最後は「バケツに穴があるから水が汲めない」と元に戻ってしまうという、何ともユーモラスな歌詞の歌である。

### ドイツ語版
この歌の発祥地とされるドイツでは、現在「Ein Loch ist im Eimer（バケツに穴が空いている）」の題で知られている。この歌のドイツ語版で現在に伝わっている最も古いものは、1700年前後の歌集に記されたものである。この歌詞は、不器用な娘リーゼ (Liese)と名前の付けられていない人物との二人の間に交わされる会話の形式をとっている。
| ドイツ語 | 日本語（訳） |
| --- | --- |
| 1.) Wenn der Beltz em Loch hat stop es zu meine liebe Liese 2.) Womit soll ich es zustopfen mit Stroh, meine liebe Liese 3.) Wenn das Stroh zu lang ist hack es ab, meine liebe Liese 4.) Womit sol ichs abhacken Mit den Beil meine liebe Liese 5.) Wenn das Beil zu stumpff ist lass schleiffen meine liebe Liese 6.) Worauf sol ich es schleiffen auf den Stein meine liebe Liese 7.) Wenn der Stein so drucken ist thu Wasser drauff meine liebe Liese 8.) Womit sol ichs drauff machen mit den diedel diedel deygen | 1.) バケツに穴が空いちゃった 塞ぎなさいよ、愛しのリーゼちゃん 2.) 何で塞いだらいいのかしら？ 藁でさ、愛しのリーゼちゃん 3.) でも藁が長すぎるわ 切り落として使いなよ、愛しのリーゼちゃん 4.) 何で切ったらいいかしら？ 手斧でさ、愛しのリーゼちゃん 5.) 手斧がなまくらになってたら？ 研ぎなさいよ、愛しのリーゼちゃん 6.) 何の上で研いだらいいかしら？ 石の上でさ、愛しのリーゼちゃん 7.) 石はからからに乾いているわ 水を掛けなよ、愛しのリーゼちゃん 8.) 何を使って掛けたらいいかしら 使うのはdiedel diedel deygen – |

題名の「Heinrich und Liese」から判断すると、歌の発祥地はおそらくヘッセン地方であろうが、現存している歌にはさまざまな方言の歌詞やメロディーのバリアントが存在する。この歌はしばしば学生歌としても歌われ、1858年には歌集『Allgemeinen Deutschen Kommersbuch』 (de)に収められ出版されている。ルートヴィヒ・エルク (Ludwig Erk)とフランツ・マグヌス・ベーメ (Franz Magnus Böhme)はこの歌を歌集『Deutschen Liederhort』で取り上げ、3種類の歌詞バリアントと2種類のメロディーを紹介し、さらにこの歌と相応するフラマン語の民謡「Mooy Bernardyn („War doet gy in het groene veld?“)」を紹介している。1909年のワンダーフォーゲル歌集『Zupfgeigenhansl』では「Wenn der Topp aber nu e Loch hat」という題で紹介されているが、この歌詞はあまり広くは知られなかった。

#### 現代のアレンジ
現代のドイツでよく知られたバージョンでは、メディウム・テルツェット (Medium-Terzett)が1968年にリリースした同名のレコードに収められたものがある。ラインハルト・メイ (Reinhard Mey)とラインハルト・フェンドリッヒ (Rainhard Fendrich)は、1986年に、題名を「Loch in der Kanne ein（ヤカンの穴）」に変えたバージョンを歌っている。

### フランス語版
フランス語圏では「Chère Elise」の題で知られる。歌詞の内容は上記のようにドイツ語版とほぼ同じであるが、さまざまな質問を投げかけるのが男性のウジェーヌ (Eugène)、それに対して答えるのが女性のエリーズ (Elise)という、ドイツ語版とは男女が逆の掛け合いの形式になっている。旋律は日本で「バケツの穴」として知られるものとはかなり異なっている。

### 英語版
英語版の直接の源流は、米国でペンシルベニアドイツ語で歌われていたものが英語に翻訳されて広まったものとされている。英語の歌詞で現在知られるもっとも古いバージョンは、ジョージ・コーソン (George Korson)が1940年に収集したものである。英語版の歌詞では、ドイツ語版とは異なり、いろいろと愚かな質問をするのが男性のヘンリー (Henry)、それに対し常識的な答えを返すのが女性のライザ (Lisa)という設定になっている。
英語版の「Hole in the Bucket」は、1960年にハリー・ベラフォンテとオデッタが歌唱したバージョンが、1961年の英国のヒットチャートで32位に昇っている。またバール・アイヴスが1959年に「There's A Hole In My Bucket」のタイトルで歌唱したバージョンもよく知られている。

## 日本語版
日本語では上記のように『みんなのうた』で紹介されている。
- 訳詞：佐藤一公、編曲：東海林修
- 歌：熊倉一雄、東京放送児童合唱団。

ドイツ語や英語などでは男女の会話であったものが、日本語版では大人と子供の会話に変えられた。大人のパート担当の熊倉の部分では、佐藤訳詞には無い「でも」「ハイ」「はぁ〜」などの合いの手が加わり、最後の「くめないよ」は「くめない、くめないじゃない! えーっ!」という台詞に変えられた。映像は和田誠製作のアニメーションだが、久里洋二・中原収一・横尾忠則らと共に、内幸町時代で初期の常連だった和田は、本作をもって番組から退いた。アニメーションに登場する大人は、熊倉本人をモチーフにしている。
1973年2月 - 3月に再放送（その事に関しては後述）した後、2009年2月 - 3月に36年ぶりに地上波で再放送、その後2015年2月 - 3月と2022年2月にも再放送される。また2011年4月3日にNHK総合で放送された『みんなのうたスペシャル 1960'sセレクション』でも放送された。なおこの間には、2006年8月30日・同年12月24日・2007年1月2日の3回に渡って、衛星第2テレビの『なつかしのみんなのうた』で放送された。

### 補足
- 1973年に放送された時のみ、熊倉の最後の台詞「くめない、くめないじゃない! えーっ!」の部分が、「くめないよ! ウワ〜ン!!」と泣き声だった。
- 2022年再放送は、テレビでは『白い道』・『コックのポルカ』・『草競馬』と合わせ、本曲はフルコーラスで放送、視聴者からの思い出のナレーションが添えられた。一方ラジオは『コックのポルカ』と合わせ、ナレーションは省かれた。